# Rachel Traets
Rachel Traets, född 16 augusti 1998, är en nederländsk barnsångare. Traets representerade Nederländerna i Junior Eurovision Song Contest 2011 i Jerevan Armenien med låten "Ik ben een Teenager" (Svenska: "Jag är en tonåring") och slutade på andra plats efter Georgien med 103 poäng. Vid den nationella finalen i Nederländerna slutade Traets på första plats med 36 poäng, vilket var det högsta möjliga poäng.